# American Canyon (Californie)
American Canyon est une municipalité située dans le sud du comté de Napa dans l'État de Californie des États-Unis d'Amérique. En 2010, sa population était de 19 454 habitants, une évolution importante ayant eu lieu depuis 2000 (elle comptait alors 9 774 habitants). La localité s'est incorporée en municipalité en 1992.

## Géographie
American Canyon est située à 56 km au nord-est de San Francisco. Ses limites géographiques sont la Napa River à l'ouest, les contreforts des Sulphur Springs Mountains à l'est, Vallejo au sud et l'aéroport du comté de Napa au nord. Selon le Bureau du recensement des États-Unis, la ville a une superficie de 12,55 km².

## Démographie
| 2000  | 2010   | - | - | - | - |
| ----- | ------ | - | - | - | - |
| 9 812 | 19 454 | - | - | - | - |